# Passage du Fromveur
Le passage du Fromveur est une passe maritime située entre l'archipel de Molène et l'île d'Ouessant, au nord de la mer d'Iroise (Finistère, France). C'est le lieu de très violents courants, qui peuvent atteindre jusqu'à 9 nœuds localement, et presque 7 nœuds à mi-marée de vives eaux dans tout le passage. La navigation y est extrêmement dangereuse lorsque le vent est contre le courant, la mer se creusant considérablement. Il est balisé par deux des phares les plus connus de Bretagne : le phare de la Jument et le phare de Kéréon.

## Origine et réputation

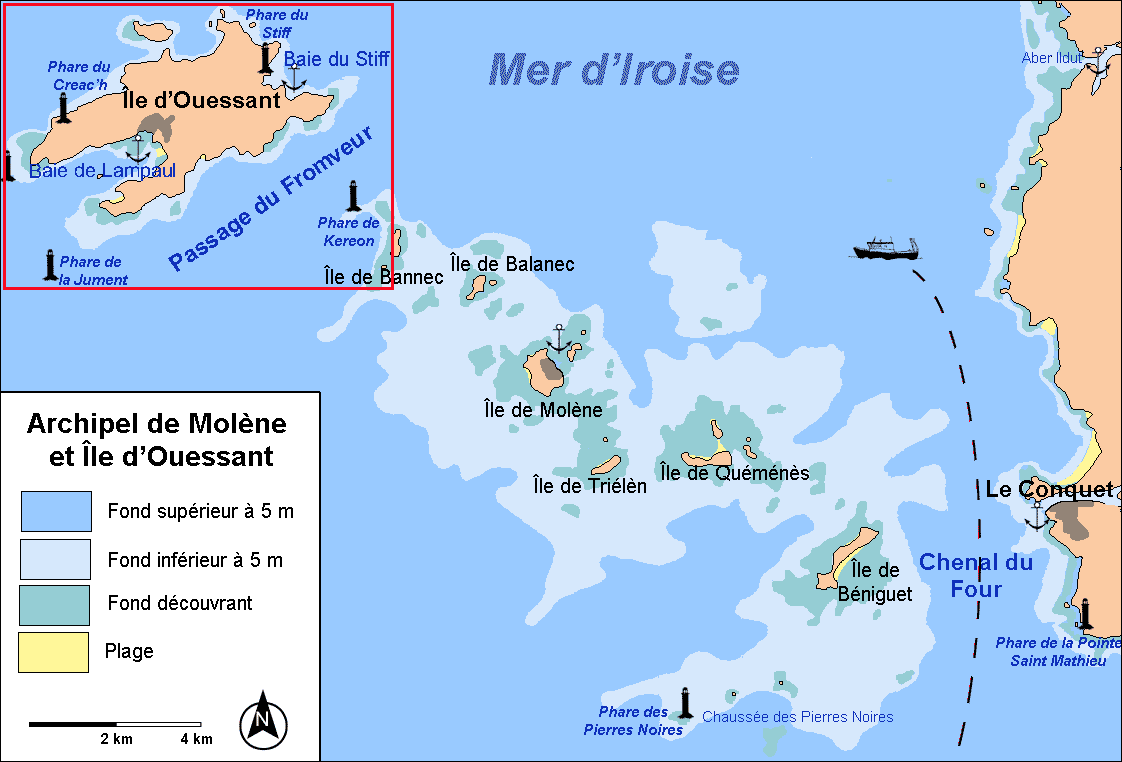
Situation du passage du Fromveur

Le nom Fromveur proviendrait de deux mots bretons, l'un froud signifiant "courant d'eau, torrent", l'autre meur signifiant "grand", ce serait donc, traduit en français, le "grand courant".
Avant la création du rail d'Ouessant, il était fréquent que de grands navires (pétroliers, etc.) empruntent le passage du Fromveur. La création de ce rail a notamment eu pour but d'interdire ce passage plus court mais dangereux aux cargos qui remontent ou descendent la Manche.
Le dicton : « Nul n'a passé Fromveur sans connaître la peur », permet de mieux comprendre la réputation de ce courant.

## Équipement
Le passage du Fromveur est doté, depuis juin 2015, d'une hydrolienne Sabella D10 alimentant l'île d'Ouessant[réf. nécessaire]. Après plusieurs mises au point techniques ayant occasionné plusieurs périodes de relevage et de maintenance à terre, l'hydrolienne alimente l'île d'Ouessant en électricité depuis avril 2022.